# Вьетан
Вьетан (вьет. Việt An) — община в городе Дананг, Вьетнам.

## История
Образована в результате административной реформы 2025 года слиянием общин Тхангфыок, Биньшон, Кюэтхо и Биньлам.

## Экономика
Структура экономики следующая:
- сельское и лесное хозяйство — 24,83 %,
- промышленность и строительство — 40,73 %,
- торговля и услуги — 34,44 %.

Среднегодовой объём производства составляет 1716,2 млрд донгов. На промышленное производство и строительство приходится 699,14 млрд донгов. Средний доход на душу населения — 54,02 млн донгов в год.
Руководство общины сосредоточено на укреплении сельскохозяйственной отрасли, при этом также прикладывает усилия к развитию туризма и сферы услуг как перспективного направления для развития общины.